# Benjamin Clementine
Benjamin Clementine, né le 7 décembre 1988 dans le quartier de Crystal Palace à Londres, est un auteur-compositeur-interprète anglais. Il est aussi acteur, ayant joué dans le film Dune de Denis Villeneuve.
Il grandit à Edmonton dans le nord de Londres avant de déménager en France à l'âge de 19 ans. À Paris, il se retrouve sans logement et ce sont ses performances dans le métro de la capitale qui l'aident à devenir la figure emblématique de la musique qu'il est d'aujourd'hui.
Malgré sa difficulté à s'imposer dans les charts britanniques, le musicien remporte le Mercury Prize en 2015 pour son album At Least For Now. Fin 2015, Benjamin Clementine apparaît dans les New Year's Honours du quotidien The Guardian qui célèbre les héros de l'année. La même année, le London Evening Standard l'inclut dans sa liste des personnes les plus influentes de Grande-Bretagne,.

## Biographie

### Jeunesse
D'origine ghanéenne, Benjamin Clementine est né le 7 décembre 1988 à Crystal Palace dans le sud de Londres, mais grandit à Edmonton, dans le Nord de la capitale britannique. Il est élevé par sa grand-mère jusqu'au décès de cette dernière. À la suite de cet événement, il emménage de nouveau avec ses parents,.
Victime de harcèlement à l'école, le musicien est un enfant espiègle et montre des signes de rébellion peu conventionnels. Très attiré par la littérature, il s'intéresse à des ouvrages tels que la Bible et la poésie de William Blake, TS Eliot ou encore Carol Ann Duffy. Il sèche souvent les cours pour se rendre à la bibliothèque et lire des livres piochés au hasard dans les rayons. Son grand frère Joseph est un passionné de musique, de philosophie, de science et de littérature anglaise et lui conseille régulièrement les ouvrages vers lesquels se tourner pour assouvir sa soif de connaissances.
À 11 ans, Joseph s'achète un piano, permettant à Benjamin Clementine de jouer après les répétitions quotidiennes de son frère. Alors que son ainé se désintéresse petit à petit de l'instrument à clavier, Benjamin saisit l'occasion et pratique son art plus que jamais. En seulement quelques mois, il apprend et imite le travail du compositeur français Erik Satie, après avoir passé des heures à écouter ses compositions sur Classic FM. Il continue de jouer de l'instrument pendant 5 ans jusqu'au divorce de ses parents,,.

### Déménagement à Paris
Il quitte l'école à 16 ans après avoir échoué à ses examens, ne validant que la littérature anglaise. Il se dispute alors avec ses parents, quitte le domicile familial et se rend à Camden Town, où il se retrouve sans abri. Il décide alors de quitter la capitale londonienne pour emménager à Paris sur un coup de tête. Il passe plusieurs années à jouer dans des bars, hôtels et stations de métro, tout en dormant dans la rue, faute de moyens. Après quelques mois, il emménage dans une chambre d'hôtel à Montmartre, qu'il partage avec dix autres personnes,,.
Après quelque temps, Benjamin Clementine parvient à s'acheter une guitare à moitié cassée et un clavier d'occasion. Pendant les trois ans qui suivent cet achat, il compose et écrit des chansons. Influencé par les poètes et chanteurs découverts en France, il décide de s'inspirer de sa propre expérience pour écrire ses textes.
Benjamin Clementine se produit sur scène la nuit et passe ses journées à composer, devenant petit à petit une figure emblématique de la scène parisienne. Après avoir vécu tel un vagabond pendant quatre ans, il est découvert par un agent. L'homme l'introduit à l'une de ses connaissances, qui devient le manager de l'artiste anglais pour un temps donné. En 2012, alors qu'il se produit au Festival de Cannes, il rencontre Lionel Bensemoun, un homme d'affaires français renommé. Peu de temps après, l'artiste-compositeur-interprète est signé sur le label indépendant 'Behind'. Il attire rapidement l'attention de la presse française qui le décrit comme « la révélation anglaise des Francos ». Dans la foulée, il participe aux rencontres Trans Musicales de Rennes en décembre 2012, qui est sa première représentation devant un public aussi important. Il est présent au festival quatre jours de suite. Il signe ensuite un contrat avec Capitol, Virgin EMI et Barclay en simultané.

### Difficultés
Avant de signer un contrat avec une importante maison de disque, Benjamin Clementine travaille en collaboration avec un agent français et effectue une brève tournée en Europe, se produisant majoritairement dans des festivals tels que le Festival de Jazz de Montreux et l'Eurosonic,.
En 2013, il apparaît sur la programmation du North Sea Jazz Festival, mais n'assure pas sa performance. Sur le chemin pour se rendre au festival, le chanteur rencontre de nombreuses difficultés. Alors qu'il se trouve dans le train en direction de Rotterdam, il se fait contrôler, et faute du ticket valide, se voit contraint de quitter le train.
Pensant être proche de sa destination finale, il tente de rejoindre Rotterdam à pieds. Il n'arrive dans la ville néerlandaise que 10 heures plus tard, les pieds en sang, après avoir marché plus de 45 kilomètres,. Il est reprogrammé pour se produire au même festival deux ans plus tard.
En 2014, lors du tournage de son vidéoclip pour une chanson de l'album "At Least For Now", Benjamin Clementine trébuche sur un tas de cailloux en Irlande, se blesse assez sévèrement le coude et s'entaille le doigt de pied.
En mars 2015, lors d'un concert à Paris, il s'ouvre le doigt sur scène mais continue de jouer avec la main ensanglantée. Plus tard, il explique qu'il serait « prêt à mourir pour sa musique ».

## Premiers enregistrements

### CornerstoneetGlorious You
Le premier EP de Benjamin Clementine intitulé Cornerstone sort en juin 2013 et est composé de trois chansons. Il est réédité en octobre 2013 avec trois titres supplémentaires (en version acoustique) enregistrés pour la plateforme de streaming Deezer.
En octobre 2013, lors d'un épisode de l'émission Later... with Jools Holland sur la BBC, Benjamin Clementine se produit sur scène aux côtés de Paul McCartney, Earth, Wind and Fire, Gary Clark JR. et Arctic Monkeys. La performance est très bien reçue du grand public et l'ancien Beatles encourage le musicien à persévérer dans sa carrière.
Après une apparition au Southbank Center, le London Evening Standard compare la performance de Benjamin Clementine à Nina Simone majoritairement due à sa reprise de Ain't Got No, I Got Life.
Dans sa critique de l'EP Cornerstone, pour le magazine The Independent, Andy Gill écrit : « Ce premier EP offre un avant goût d'un des talents les plus prometteurs de 2014. Accompagnée uniquement de son piano, sa voix sombre et puissante offre une solennité émouvante à ses créations. Au-delà de sa performance, les textes écrits par le musicien sont imaginatifs à souhait ».

## Album studio

### At Least for Now
Benjamin Clementine voulait initialement enregistrer son premier album studio intitulé At Least For Now directement après la sortie de son premier EP Cornerstone. Néanmoins, à la suite de problèmes de contrats avec sa maison de disque, l'album reste en suspens pendant presque deux ans. Pendant ce temps, il décide d'écrire son propre dictionnaire ainsi qu'une collection de poésie et de la musique classique.
At Least for Now sort en Europe le 12 janvier 2015 et se retrouve dans le Top 10 iTunes en Italie, Hollande, Suisse, Belgique, Luxembourg, Pologne et Grèce le 13 février 2015. En France, l'album se hisse en première position, est certifié Disque d'or et gagne une Victoire de la Musique dans la catégorie "Meilleur Nouvel Artiste",.
At Least for Now est très bien reçu par la critique. Sur Metacritic, il reçoit la note de 75 sur 100 basée sur un panel de 19 critiques. David Simpson, journaliste pour The Guardian, donne la note de 3/5 à l'album, décrivant les débuts de l'artiste de « fascinant mais imparfait ». Concernant les performances vocales de l'auteur-compositeur-interprète, le journaliste écrit : « En multipliant les influences telles que Erik Satie et Antony Hegarty, Benjamin Clementine résonne comme Kevin Rowland. Ils ont cette fougue similaire. Lorsqu'ils chantent, les sons sortent de leurs tripes. Si seulement il avait le recul de Kevin Rowland et arrivait à jouer sur la simplicité des mélodies. L'ajout des cordes sirupeuses et des tambours diminue l'impact de son talent à l'état brut. Cependant, lorsqu'il s'exprime avec pour seul accompagnement son piano, sans fioritures, sa voix est difficile à oublier ».
Phil Mongredien, également journaliste pour The Guardian donne 4 étoiles sur 5 au premier album de Benjamin Clementine écrivant que « la majeure partie des chansons au piano résonnent de manière unique. Le désespoir solitaire de Cornerstone et le lyrisme incroyable de Condolence signalent un nouveau talent incroyable ».

## Talent artistique

### Voix
Benjamin Clementine est un ténor lirico spinto. Sa voix est décrite comme chaleureuse et gracieuse, avec un timbre lumineux. Dans un article pour le webzine The Quietus, Calum Bradbury-Sparvell décrit la voix de Benjamin Clementine comme « expressive avec la même perfection que celle d'un acteur de théâtre. Cela permet à ses paroles de se déverser et se disperser en décalage avec ses mains d'une manière impressionnante qui justifie les comparaisons avec Nina Simone ». Il continue son éloge : « En tant que chanteur-compositeur atypique avec une voix de ténor impressionnante et une pointe d'humour noir, il se rapproche également de Rufus Wainwright ».
Interviewé par le New York Times, David Byrne raconte sa rencontre avec le chanteur : « Il semblerait que l'autodidactisme de Benjamin Clementine était sa manière bien à lui de se demander comment évoluer dans un monde qui n'a pas de sens. La puissance de ses chansons et de ses textes le rapproche grandement des œuvres de grands artistes français tels que Léo Ferré, Édith Piaf et Henri Salvador. Son ténor passionné résonne comme survenu d'un autre monde, mais ce sont les questionnements et la personnalité du chanteur qui rendent son talent si unique ».

### Influences
Benjamin Clementine joue de nombreux instruments et cite des influences musicales diverses telles que : Claude Debussy, Erik Satie, Leonard Cohen, Léo Ferré, Nina Simone, Jake Thackray, Jimi Hendrix, Serge Gainsbourg, Aretha Franklin, Lucio Dalla, Giacomo Puccini, Luciano Pavarotti, Maria Callas, Georges Brassens ou encore Frédéric Chopin.
Dans une interview en 2015, il cite Nina Simone, Nick Cave et Tom Waits comme ses héros. Benjamin Clementine est très peu exposé à la musique en grandissant et est un artiste autodidacte. Durant son adolescence, c'est une performance d'Antony Hegarty vue à la télévision ainsi que les créations d'Erik Satie qui le poussent vers l'écriture.
Sur sa page Facebook, il se décrit comme un expressionniste : "Je chante ce que je dis, je dis ce que je ressens et je ressens avec honnêteté et rien d'autre. Certaines personnes vont se désintéresser de mon art, mais j'invite les auditeurs les plus patients à se manifester, à ressentir et à interagir avec moi, sans poser trop de questions. L'objectif est qu'à la fin de cette écoute, ils aient des réponses à leurs interrogations qu'ils ne pourront plus remettre en question, que cela leur plaise ou non."

### Poésie
Benjamin Clementine explique avoir été grandement influencé par la poète Sylvia Plath ainsi que les auteurs William Blake, Carol Ann Duffy, James Baldwin et les philosophes John Locke et C. S. Lewis.
Dans une interview avec Ed Potton pour le quotidien britannique The Times, Clementine s'exprime sur sa haine envers le travail de William Shakespeare lorsqu'il était plus jeune et comment il a préféré se tourner vers les œuvres de William Blake.
Lors de son séjour dans la capitale parisienne, il découvre le travail de poètes et chanteurs français tels que Léo Ferré, Georges Brassens, Jacques Brel ou encore Charles Aznavour avec qui il collabore sur la chanson You've Got To Learn,,. Une de ses plus grandes frustrations à la suite de son retour en Grande-Bretagne est le manque de profondeur des textes anglo-saxons en comparaison des chansons françaises. Il raconte au journaliste Tim Lewis du journal : « C'est quelque chose de très important là-bas (en France) car la plupart du temps, le public écoute ce que le chanteur a à dire et ce qu'il essaye d'exprimer ».
Dans la chanson Winston Churchill's Boy, il réécrit la célèbre citation de Winston Churchill « never was so much owed by so many to so few » à sa manière : « never in the field of human affection had so much been given for so few attention ». Dans un article pour The Quietus, Calum Bradbury-Sparvell décrit le titre comme « un début mélodramatique qui fait ressortir l'aliénation qu'il ressent pour sa famille et ses amis avant son départ vers la capitale des Lumières ».

### Cinéma
En 2021, il joue dans le film Dune, de Denis Villeneuve.

## Concerts et apparitions publiques
Les concerts de Benjamin Clementine attirent souvent l'attention des médias et du grand public. Dans une interview pour le New York Times, David Byrne raconte son expérience après avoir vu le musicien en live. Il découvre Benjamin Clementine à la suite des recommandations d'un ami. Directement transporté par l'univers de l'artiste, il décide de l'inviter à se produire pour l'un des festivals qu'il organise à Londres. Benjamin Clementine effectue son concert vêtu d'un manteau long, ne portant ni tee-shirt ni chemise, et jouant du piano dans une posture particulière, presque debout. Le journaliste dit avoir eu l'impression que Clementine s'adressait directement à chaque personne présente dans la salle.
Dans une tribune réalisée par Mollie Goodfellow pour le site internet du journal The Independent, la journaliste raconte son expérience à la suite du live de Benjamin Clementine au Queen Elizabeth Hall en août 2015 : « Malgré les nombreuses comparaisons à des artistes tels que Nina Simone, il est difficile de faire rentrer Benjamin Clementine dans une case. Certes, sa voix possède la même richesse que Nina Simone, mais sa prestance sur scène n'est comparable à aucun autre artiste. Sa chanson “Adios” extraite de l'album “At Least For Now”, aurait sa place sur Broadway. Il se déplace sur scène avec une confiance incroyable, pieds nus, et porte sa musique avec brio. Chaque chanson est tellement poignante que vous êtes saisis aux tripes sans aucune exception. Je me suis moi-même sentie transportée par son single "Cornerstone" qui rappelle les intonations du groupe The Cinematic Orchestra. Il n'a besoin que de sa voix et de son piano pour toucher le public. Sur quelques chansons, son batteur Alexi le rejoint sur scène et l'harmonie des deux instruments est parfaite. Chaque mot, chaque note de son show est réalisée avec une confiance hors du commun et les moments de silence qui séparent les chansons sont pesants ; comme si l'audience était en attente d'un nouveau shot d'adrénaline ».
Le 12 octobre 2014, il se produit et intervient au festival The Observer Ideas au Barbican Centre. La programmation du festival peu commune est composée d'Edward Snowden, David Simon ou encore le musicien Tinie Tempah.
En 2015, Benjamin Clementine remporte un Mercury Prize. Il dédie son prix aux victimes des attentats de Paris qui se sont déroulés le 13 novembre 2015 et qui ont fait 130 morts.
Le 12 février 2016, Benjamin Clementine annonce une nouvelle tournée en Europe et aux États-Unis,.

### Collaborations avec Burberry
En juin 2014, Benjamin Clementine est le premier artiste de l'histoire à se produire en live lors du défilé Burberry de la Fashion Week. Il y interprète trois chansons. Il est une fois de plus invité par la marque pour se produire en live à l'occasion du défilé homme de la Fashion Week de janvier 2016.
En avril 2016, sa chanson "I won't Complain" est utilisée dans la publicité pour le parfum Mr. Burberry, réalisée par Steve McQueen.

### Collaborations avec Vacheron Constantin
En Septembre 2017, Benjamin Clementine collabore avec l'horloge Suisse Vacheron Constantin et interprète le titre Eternity depuis les studios Abbey Road à Londres.

## Discographie

### Albums studio
| Album                                | Album                                                                 | Meilleur classement | Meilleur classement | Meilleur classement | Meilleur classement | Meilleur classement | Meilleur classement | Meilleur classement | Certification |
| Album                                | Album                                                                 | UK                  | BEL (Vl)            | BEL (Wa)            | FR                  | ITA                 | NED                 | SWI                 | Certification |
| ------------------------------------ | --------------------------------------------------------------------- | ------------------- | ------------------- | ------------------- | ------------------- | ------------------- | ------------------- | ------------------- | ------------- |
| At Least for Now                     | - Date de sortie : 12 janvier 2015 - Label : Behind Records / Barclay | 37                  | 24                  | 14                  | 7                   | 37                  | 13                  | 22                  | Disque d'Or   |
| I Tell a Fly                         | - Date de sortie : 29 septembre 2017 - Label : Universal Music France |                     |                     |                     |                     |                     |                     |                     |               |
| And I Have Been                      | - Date de sortie : 28 octobre 2022 - Label : Preserve Artists         |                     |                     |                     |                     |                     |                     |                     |               |
| Sir Introvert and the Featherweights | - Date de sortie : 14 février 2025 - Label : Preserve Artists         |                     |                     |                     |                     |                     |                     |                     |               |

### EPs
- 2013 : Cornerstone[4]
- 2014 : Glorious You

### Collaborations
- 2015 - Charles Aznavour - You've Got To Learn
- 2017 - Gorillaz -  Hallelujah Money

## Filmographie
- 2021 : Dune de Denis Villeneuve : Héraut du changement[67],[68]
- 2024 : Blitz de Steve McQueen : Ife